# East Worldham
East Worldham är en by i civil parish Worldham, i distriktet East Hampshire, i grevskapet Hampshire i England. Byn är belägen 3 km från Alton. East Worldham var en civil parish fram till 1932 när blev den en del av Worldham. Civil parish hade 208 invånare år 1931. Byn nämndes i Domedagsboken (Domesday Book) år 1086, och kallades då Wardham.